# Siskiyou Trail

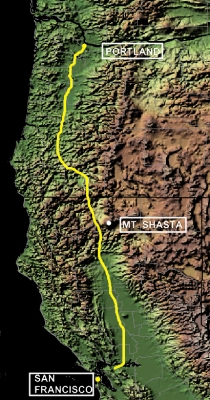
Verlauf des Siskiyou Trail von Portland, Oregon, nach San Francisco, Kalifornien.

Der Siskiyou Trail führt von Kaliforniens Central Valley ins Willamette Valley von Oregon; die heutige Interstate 5 folgt diesem Pionierpfad. Der Streckenverlauf basiert auf älteren Verbindungspfaden der Indianer, die entlang der Täler verliefen, und stellte den kürzesten gangbaren Reiseweg zwischen den ersten Siedlungen in Kalifornien und Oregon dar.

## Geschichte
Die frühesten europäischen Reisenden auf dem Siskiyou Trail waren wahrscheinlich Jäger und Trapper, die im Auftrag der Hudson’s Bay Company (HBC) in den 1820ern unterwegs waren.
Die HBC hatte ihre Niederlassung am Columbia River und errichtete Fort Vancouver 1824. Die HBC entsandte Erkundungstrupps in Richtung Süden ab 1825. Alexander Roderick McLeod führte Explorations- und Trapper-Gruppen ab 1826 an und erreichte 1827 den Klamath River und 1828 den Sacramento River. 1829 fürte er die erste Expedition ins Sacramento Valley, wodurch spätere Expeditionen bis nach French Camp in der Nähe von Stockton nach Süden vordringen konnten.
McLeods Expeditionen schufen die Grundlage für den Siskiyou Trail, indem sie Fort Vancouver mit dem Sacramento Valley verbanden. Frühe Bezeichnungen waren California Brigade Trail und Southern Party Trail. Peter Skene Ogden und Michel Laframboise waren weitere Trapper, die Strecken des Trails erforschten.
McLeod und andere berichteten, dass die Eingeborenen südlich des Umpqua River, entlang von Klamath und Siuslaw River, nie zuvor Weiße Männer gesehen hatten. Obwohl der 42. Breitengrad, die heutige Grenze zwischen Kalifornien und Oregon, damals die Nordgrenze des mexikanischen Alta California markierte, hatten die Mexikaner kaum Vorstellungen vom Hinterland, und die HBC-Trapper bewegten sich nach Belieben südwärts.
1834 brachte Ewing Young eine Herde Pferde und Maultiere auf dem Siskiyou Trail von den Spanischen Missionen in Kalifornien zum Verkauf in britischen und amerikanischen Siedlungen in Oregon. Diese Pionierleistung wurde zwar von der Hudson’s Bay Company in Oregon argwöhnisch betrachtet, Young kehrte aber trotzdem 1837 nach Kalifornia zurück, wo er 700 Rinder erwarb, die er auf dem Siskiyou Trail nach Oregon trieb. Diese mutige Tat, die beinahe drei Monate in Anspruch nahm, etablierte den Trail und half dabei, die neuen amerikanischen Siedlungen in Oregon zu stärken.
1841 beging eine Gruppe der United States Exploring Expedition den Trail mit den ersten Wissenschaftlern und Kartographen.
Der Kalifornische Goldrausch ab 1848 führte zu einem dramatischen Anstieg der Reisenden auf dem Siskiyou Trail. Die Entdeckung von Gold in Siskiyou County (Yreka) führte tausende von so genannten „Forty-Niners“ (Kalifornier) auf der Suche nach Reichtum nach Norden. Das Terrain war so schwierig, dass die Reise auf Maultierkarawanen und Reiter beschränkt blieb. Frühe Reisende schafften nur etwa 20 mi (32 km) pro Tag und waren auf die Herbergen und Hostels am Weg angewiesen wie in Portuguese Flat, Upper Soda Springs and Sisson in Nordkalifornien. Erst ab den 1860er waren die Mautstraßen soweit ausgebaut und in die Felsen gehauen, dass Kutschen durch das  Gebirge fahren konnten.
Die erste Telegrafenlinie verband 1864 die Städte entlang des Trails. Die Entwicklung beschleunigte sich durch den Bau der Central Pacific Railroad, deren erste Fahrspur 1887 fertig gestellt worden war. Auch diese Trasse folgte dem Verlauf des Siskiyou Trail.

## Verlauf
Der historische Verlauf des Siskiyou Trail zog sich vom Hauptquartier der Hudson’s Bay Company im Columbia District bei Fort Vancouver im südlichen Washington bis in die San Francisco Bay Area. In Kalifornien verlief der Trail durch oder in der Nähe des heutigen Redding, Dunsmuir and Yreka. In Oregon verlief die Route durch oder bei Ashland, Grants Pass, Eugene, Salem und Portland.
Der Trail folgt den Tälern von Willamette, Umpqua, Rogue, Klamath, Shasta und Sacramento River, wobei er die zerklüfteten Gebirgsketten Nordkalifornien und Süd-Oregons (Siskiyou Mountains) durchquert. Der höchste Punkt des Trails liegt am Siskiyou Summit (Lage, 4310 ft = 1314 m) etwa 4 mi (7 km) nördlich der kalifornischen Grenze und südlich von Ashland, Oregon. Weitere Landmarken am Weg sind Mount Shasta, Upper Soda Springs, Castle Crags (Lage) und Sutter Buttes.

## Ausbau in heutiger Zeit
Zwischen 1869 und 1887 baute die Oregon & California Railroad Company eine Trasse entlang der Route und erreichte den Siskiyou Summit 1887. In den 1910er Jahren bildete der Pionierbau des Pacific Highway (später U.S. Highway 99) den ersten fahrbaren Weg für Automobilverkehr entlang der Route. Die Interstate 5 wurde in den 1960ern erbaut.